# Гостятино
Гостя́тино — деревня в Сабском сельском поселении Волосовского района Ленинградской области.

## История
Впервые упоминается в Писцовой книге Водской пятины 1500 года как деревня Гостятино на реке на Лузе в Ястребинском Никольском погосте Копорского уезда.
На карте Ингерманландии А. И. Бергенгейма, составленной по шведским материалам 1676 года, она обозначена как деревня Gastätsina.
Как деревня Гостина упоминается на «Географическом чертеже Ижорской земли» Адриана Шонбека 1705 года.
Обозначена на карте Санкт-Петербургской губернии Я. Ф. Шмидта 1770 года как деревня Гоститино.
На карте Санкт-Петербургской губернии Ф. Ф. Шуберта 1834 года упоминается как деревня Гостятина, состоящая из 22 крестьянских дворов.

ГОСТЯТИНО — деревня принадлежит братьям Сахаровым, число жителей по ревизии: 85 м. п., 78 ж. п. (1838 год)

Упоминается на карте Ф. Ф. Шуберта 1844 года как деревня Гостятина, состоящая из 22 дворов.

ГОСТЯТИНО — деревня ротмистра Сахарова, 10 вёрст почтовой, а остальное по просёлочной дороге, число дворов — 23, число душ — 72 м. п. (1856 год) 

ГОСТЯТИНО — деревня владельческая при реке Луге, число дворов — 22, число жителей: 85 м. п., 96 ж. п. (1862 год) 

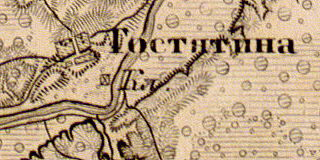
Деревня Гостятино на карте 1863 года

Согласно карте из «Исторического атласа Санкт-Петербургской Губернии» 1863 года деревня называлась Гостятина.
В конце XIX — начале XX века деревня административно относилась к Редкинской волости 1-го стана Ямбургского уезда Санкт-Петербургской губернии.
С 1917 по 1924 год деревня Гостятино входила в состав Гостятинского сельсовета Редкинской волости Кингисеппского уезда.
С 1924 года в составе Хотнежского сельсовета.
Согласно данным переписи населения СССР 1926 года в деревне Гостятино Лемовжского сельсовета Редкинской волости проживали 167 человек, большинство русские, а также поляки.
С февраля 1927 года в составе Молосковицкой волости. С августа 1927 года в составе Осьминского района.
В 1928 году население деревни Гостятино составляло 249 человек.
По данным 1933 года деревня называлась Гостятино и входила в состав Хотнежского сельсовета Осьминского района.

Деревня Гостятино на карте 1940 года

Согласно топографической карте РККА 1940 года деревня насчитывала 36 дворов, в деревне была своя школа.
Деревня была освобождена от немецко-фашистских оккупантов 31 января 1944 года.
С 1961 года вновь в составе Волосовского района.
С 1963 года в составе Кингисеппского района.
С 1965 года вновь в составе Волосовского района. В 1965 году население деревни Гостятино составляло 28 человек.
По данным 1966, 1973 и 1990 годов деревня Гостятино также находилась в составе Хотнежского сельсовета.
В 1997 году в деревне Гостятино проживал 1 человек, деревня относилась к Сабской волости, в 2002 году — 11 человек (все русские), в 2007 году — 7 человек, в 2010 году — постоянного населения не было.

## География
Деревня расположена в южной части района к западу от автодороги 41К-048 (Извоз — Лемовжа).
Расстояние до административного центра поселения — 43 км.
Расстояние до ближайшей железнодорожной станции Молосковицы — 54 км.
Деревня находится на правом берегу реки Луга.

## Демография
| 1838 | 1862 | 1997 | 2002 | 2007 | 2010 | 2014 |
| ---- | ---- | ---- | ---- | ---- | ---- | ---- |
| 163  | ↗181 | ↘1   | ↗11  | ↘7   | ↘0   | ↗3   |
| 2017 |      |      |      |      |      |      |
| ↗4   |      |      |      |      |      |      |

### Национальный состав
Согласно данным Всероссийской переписи населения 2021 года в деревне проживали 13 человек, все русские.

## Инфраструктура
В деревне имеется фермерское хозяйство.